# ねづたくみ
ねづ たくみ（11月1日 - ）は、日本の俳優。山梨県出身。C&Oプロダクション所属。

## 出演

### 映画
- 名無しの十字架

### 舞台
- 便想学2011
- あ〜ぶくたった、にいたった
- 誰かが誰かを愛してる

### 吹き替え

#### テレビアニメ
- レゴ ネックスナイツ（2016年、家来ビット〈ナイトン王国で従事するロボットたち〉）

### その他
- 東京都水道局 PR映像 #3「水道水と安心編」 - ボイスオーバー
- 日光御成道まつり（2014年） - 鎧武者行列
- 将軍鷹狩り行列（2015年） - 行列隊